# 성 안나와 성 모자 (레오나르도 다 빈치)

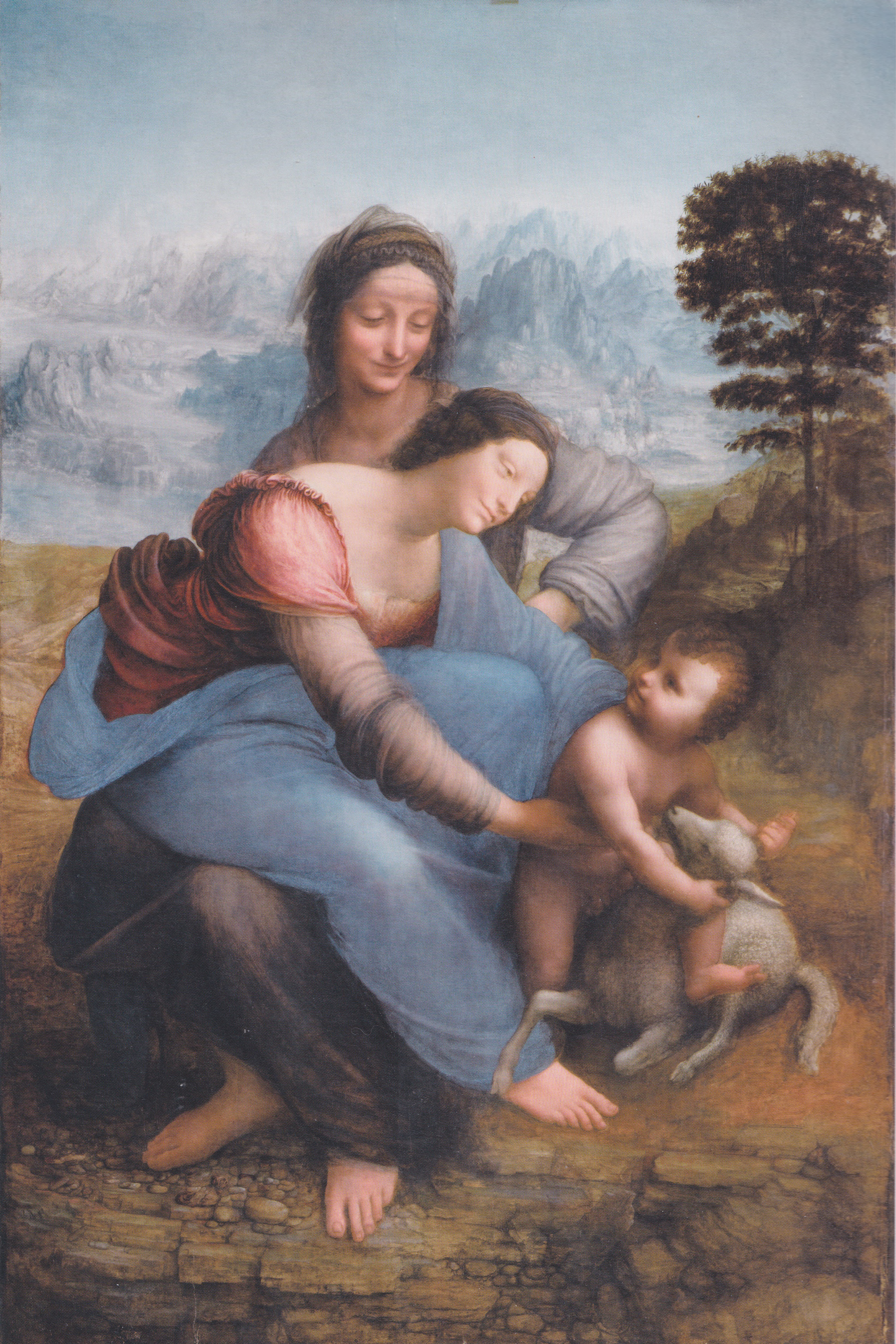
성 안나와 성 모자

성 안나와 성 모자(The Virgin and Child with Saint Anne)는 르네상스 시대의 예술가 레오나르도 다 빈치의 미완성 유화로, 1501년에서 1519년 경에 제작되었다. 그림은 성 안나, 그녀의 딸인 성모 마리아와 손자인 아기 예수가 묘사되어 있다. 현재 루브르 박물관에 소장되어 있다.

## 같이 보기
- 성 안나와 성 모자